# Pi Sagittarii
Pi Sagittarii (Albaldah, π Sgr) – gwiazda potrójna w gwiazdozbiorze Strzelca. Znajduje się około 510 lat świetlnych od Słońca.

## Nazwa
Gwiazda ma tradycyjną nazwę własną Albaldah, która pochodzi z arabskiego ‏البلطة‎ al-balţah i oznacza „miasto”. Odnosi się ona do jednej z arabskich „stacji księżycowych” (manzil), segmentów ekliptyki, które przemierza Księżyc w miesięcznym ruchu, jednak często jest kojarzona ze świętym miastem Mekką. Międzynarodowa Unia Astronomiczna w 2017 roku formalnie zatwierdziła użycie nazwy Albaldah dla określenia tej gwiazdy.

## Charakterystyka
Albaldah ma obserwowaną wielkość gwiazdową równą +2,88m i należy do typu widmowego F2. Główny składnik jest jasnym olbrzymem o jasności 1340 razy przekraczającej jasność Słońca i temperaturze 6670 K. Gwiazda ma promień 28 razy większy niż Słońce i masę około 5,2 M☉. Rozpoczęła życie około 95 milionów lat temu jako błękitna gwiazda ciągu głównego należąca do typu widmowego B4 i aktualnie zmienia się w czerwonego olbrzyma – za około 1,5 miliona lat stanie się cefeidą.
Gwiazda ta posiada dwóch towarzyszy. Pi Sagittarii B znajduje się 0,09 sekund kątowych od Albaldah, czyli co najmniej 13 au. Druga gwiazda, Pi Sagittarii C, oddalona jest o 0,4″, czyli co najmniej 54 au. Na podstawie jasności można ocenić, że dalszy składnik jest typu widmowego B9. Okresy orbitalne nie są znane, ale obieg bliższej gwiazdy zajmuje nie mniej niż 15 lat, a dalszej ponad sto lat.
Z powodu bliskości do ekliptyki, Albaldah może być czasami zakrywany przez Księżyc oraz bardzo rzadko przez planety. Następne zakrycie przez planetę nastąpi 17 lutego 2035, gdy dokona tego Wenus.